# Juicio a Martín Vizcarra
El juicio a Martín Vizcarra es un proceso judicial iniciado el 28 de octubre de 2024 en contra de Martín Vizcarra, ex presidente del Perú y ex gobernador regional de Moquegua, por el presunto delito de cohecho pasivo propio en la adjudicación de las obras del Hospital de Moquegua y el proyecto Lomas de Ilo durante su gestión regional.

## Acontecimientos

### 28 de octubre de 2024
El 28 de octubre se dio inicio al juicio oral. Vizcarra, antes de ingresar al juzgado, declaró que "hoy estoy aquí presente para demostrar que no cometí ningún [delito]". Se detectó la presencia de simpatizantes vizcarristas, quienes lanzando arengas a favor de Vizcarra y agredieron al fiscal Germán Juárez Atoche gritándole "¡Miserable!", "¡Corrupto!" y "¿Cuánto te pagaron?" a su llegada.
Antes de la instalación del juicio, el abogado de Vizcarra, Erwin Siccha, intentó anular el juicio. Ante ello, el tribunal ordenó 15 minutos de receso para resolver la solicitud de la defensa de Vizcarra. Pasado el tiempo, el tribunal declaró improcedente el pedido de Siccha. Siccha, entonces, presentó un recurso de apelación argumentando que lo resuelto por el tribunal le causaba a su patrocinado "un daño irreparable". El fiscal Juárez Atoche solicitó que se declare "improcedente" el recurso de apelación de Siccha ya que "no estamos en audiencia, lo que cabe es un recurso de reposición". El tribunal declaró improcedente el pedido de Siccha señalando que el recurso era el de reposición. Ante ello, Siccha presentó un recurso de queja, lo que motivó que el tribunal señale que este debía ser planteado ante un órgano superior y no a la sala. Siccha, luego, pidió al tribunal resolver un recurso de nulidad que fue presentada el sábado 26 de octubre. Juárez Atoche acusó a Siccha de tener "una actitud dilatoria". Finalmente, se instaló el juicio y el tribunal rechazó un recurso de reposición presentada por Siccha. Ante ello, Juárez Atoche presentó su argumentación fiscal.
A la salida del juicio, Vizcarra declaró que la acusación fiscal no tenía argumentos y que "no me internaré en una clínica ni tampoco me voy a autoeliminar", siendo lo primero en referencia al Caso Chibolín mientras que lo último al suicidio de Alan García. Se detalló que la siguiente audiencia se iba a realizar el 4 de noviembre.

### 4 de noviembre de 2024
El procurador, Carlos Fernández Muñoz, hizo sus alegaciones señalando que "vamos a acreditar que el acusado Martín Vizcarra ofertó su función pública como presidente del gobierno regional de Moquegua a cambio de obtener ventajas económicas ilegales. No una sola vez, sino dos veces". Culminó su alegato mencionando que "la prueba que se actuará en este juicio será irrefutable. La parte acusada nada podrá hacer para desacreditar la fuerza probatoria... Estamos absolutamente convencidos de que el acusado será condenado". El procurador solicitó el pago de 4,6 millones de soles como reparación civil. Siccha, mientras tanto, negó las acusaciones del procurador. Después de ser suspendida la audiencia para un receso, el tribunal le preguntó a Vizcarra si admitía ser autor del delito a lo que Vizcarra respondió que "con toda seguridad digo que soy absolutamente inocente del único cargo por el que se me está procesando". Se detalló que la siguiente audiencia se iba a realizar el 11 de noviembre, donde iba a declarar Elard Paul Tejeda, ex gerente de Obrainsa.

### 11 de noviembre de 2024
Durante la tercera audiencia, Elard Tejeda declaró ante el tribunal que pagó alrededor de 1 millón de soles a Vizcarra, en dos montos: 400 mil en enero de 2014 y 600 mil para abril del mismo año. Para el primer pago, Tejeda afirmó que Obrainsa emitió un cheque que fue cobrado por Tobías Puertas (conserje de Obrainsa), que le entregó el dinero que "guardo en mi caja fuerte". Tejeda mencionó que "el día que lo tengo que entregar, yo lo saco de la caja fuerte y lo pongo en un sobre", siendo los sobres de tamaño A3. La segunda entrega se hizo mediante el mismo mecanismo. Además, Tejeda declaró que, antes de la firma del acuerdo del proyecto (diciembre de 2013), Vizcarra le llamó para pedirle de alquiler una avioneta como parte del acuerdo ilícito. Vizcarra, a través de su cuenta en X, negó las acusaciones en su contra adjuntando un video en donde Tejeda mencionaba que no había testigos directos cuando le entregaba el soborno a Vizcarra. Se programó la siguiente audiencia para el 18 de noviembre, en donde declararía Manuel Tejeda, gerente de obras de Obrainsa.